# Víctor Cabedo
Cabedo  Carda est un nom espagnol. Le premier nom de famille, en général paternel, est Cabedo ; le second, en général maternel, souvent omis, est Carda.
Víctor Cabedo Carda est un coureur cycliste espagnol né le 15 juin 1989 à Onda et mort le 19 septembre 2012 à la suite d'un accident de circulation à l'entraînement. Il est professionnel à partir de 2011 et membre de l'équipe espagnole Euskaltel-Euskadi depuis 2012.
Son petit frère Óscar est également coureur cycliste.

## Biographie
Cabedo intègre le cyclisme professionnel en 2011 au sein de l'équipe continentale Orbea Continental, filiale de l'équipe World Tour Euskaltel-Euskadi. Lors de cette saison, Cabedo obtient sa première victoire professionnelle en mai en s'imposant au terme d'une échappée lors de la 4e étape du Tour des Asturies. Il obtient également la neuvième place du championnat d'Espagne sur route, et la quinzième de la Klasika Primavera.
Le 19 septembre 2012, Victor Cabedo est renversé par une voiture à l'entraînement.

## Palmarès sur route

### Palmarès amateur
- 2006
  - 3eb étape de la Vuelta al Besaya
- 2007
  - Vuelta al Besaya :
    - Classement général
    - 2e et 4ea (contre-la-montre) étapes

  - Classement général de la Vuelta Ciclista Vegas de Granada
  - 2e du championnat d'Espagne du contre-la-montre juniors
- 2008
  - 2e du Tour des comarques de Lugo
- 2009
  - 5e étape du Tour de Palencia (contre-la-montre)
- 2010
  - Vainqueur de la Coupe d'Espagne espoirs
  - Memorial Valenciaga
  - Soraluzeko Saria
  - 2e de la Coupe d'Espagne de cyclisme
  - 3e du Gran Premio Diputación de Pontevedra

### Palmarès professionnel
- 2011
  - 4e étape du Tour des Asturies

## Résultats sur les grands tours

### Tour d'Italie
1 participation
- 2012 : 129e

## Classements mondiaux
| Année           | 2011 |
| --------------- | ---- |
| UCI Europe Tour | 350e |

## Palmarès en cyclo-cross
- 2004-2005
  -  Champion d'Espagne de cyclo-cross cadets